# Ensenyament
L'ensenyament o ensenyança és l'acte de transmissió o comunicació de coneixements i hàbits per part d'algú, (majoritàriament d'un mestre o ensenyant) mitjançant lliçons, explicacions, fent demostracions o fent-li realitzar exercicis pràctics als alumnes.
Avui dia s'associa l'ensenyament només a la transmissió de continguts, per això es prefereix parlar d'educació, que és un terme més ampli i que engloba també la relació amb l'aprenentatge.
Però l'ensenyament - aprenentatge es dona d'ençà que l'infant neix, ja que no només succeeix aquesta transmissió de coneixement a l'educació formal. Quan l'infant comença la seva escolarització a partir dels 3 anys sol cobrar més importància la figura dels docents d'educació reglada i no formal. Els infants a Europa tenen dret a l'ensenyament obligatori, que sol durar uns deu anys.
Segons Thorndike (1906) “la professió de l'ensenyament millorarà en la mesura en què el treball dels membres estigui precedit per un esperit i uns mètodes científics; és a dir, per la consideració honesta i oberta dels fets, i per l'abandonament de supersticions i conjectures no verificades, en la mesura en què els responsables de l'educació procedeixin a escollir els mètodes en funció dels resultats de la investigació científica en lloc de fer-ho en funció de l'opinió general".

## Ciències que estudien l'ensenyament

### Vessant psicològica
La branca de la psicologia que s'encarrega d'aquests aspectes, és la Psicologia de l'educació. Aquesta branca de la psicologia, la qual és aplicada, s'ocupa de l'estudi dels fenòmens i processos educatius amb una finalitat triple: contribuir a l'elaboració d'una teoria que permeti comprendre i explicar millor aquests processos; ajudar a l'elaboració de procediments, estratègies i models de planificació i intervenció que ajudin a orientar-los en una direcció determinada; i per acabar, ajudar a la instauració d'unes pràctiques educatives més eficaces, més satisfactòries i més enriquidores per a les persones que participen en elles.
Des d'aquest vessant, al principi de la seva creació, també es van abordar els termes d'ensenyament i aprenentatge com si foren dues entitats separades, donant lloc a dues línies de treball amb poques vinculacions entre elles. Però, en veure que al context escolar, aquests dos processos estan indissolublement relacionats aquesta concepció ha canviat cap a la idea del fet que l'aprenentatge sorgeix de l'ensenyament. Interessant-se sobretot per aquesta relació dins de l'aula.

### Vessant pedagògica
La pedagogia és la ciència que té per objecte l'estudi de l'educació, els principis i regles de l'ensenyament. I està relacionada amb el vessant psicològica, creant així la psicopedagogia. Amb noms tan rellevant com Piaget o Vygostski.

## Elements
Tradicionalment, l'ensenyament consta dels elements següents:

### Mestre, professor o docent
És l'element clau del procés d'ensenyança. És la persona que proposa, planifica i gestiona situacions que promouen l'adquisició educativa.
Segons un estudi de Coll i Onrubia (1999) el rendiment de l'alumne està directament relacionat amb els trets de personalitat del professor, però qualsevol dels tres tipus de trets que mostren els docents a l'estudi sol la clau per entendre el que succeeix dins de l'aula. Tot i que una altra idea clau per a l'ensenyament és l'estil d'ensenyament o l'acció educativa, la didàctica emprada.

### Alumne
És el receptor d'aquest ensenyament, i per tant, l'element clau del procés d'aprenentatge.

### Aula, escola o context d'aprenentatge
L'aula és el context i lloc físic dins de l'escola, on es dona aquesta relació entre l'ensenyament i l'aprenentatge.